# Horizontina
Horizontina là một đô thị thuộc bang Rio Grande do Sul, Brasil. Đô thị này có diện tích 228,849 km², dân số năm 2007 là 18305 người, mật độ 79,99 người/km². Đây là nơi sinh ra của Siêu mẫu Brasil, Gisele Bündchen.